# Ljiljana
Ljiljana je žensko osebno ime.

## Izvor imena
Ime Ljiljana je različica imena Lilijana.

## Pogostost imena
Po podatkih Statističnega urada Republike Slovenije je bilo na dan 31. decembra 2007 v Sloveniji število ženskih oseb z imenom Ljiljana: 814.

## Osebni praznik
V koledarju je ime Ljiljana skupaj z imenom Lilijana; god praznuje 27. julija.